# Deuda odiosa

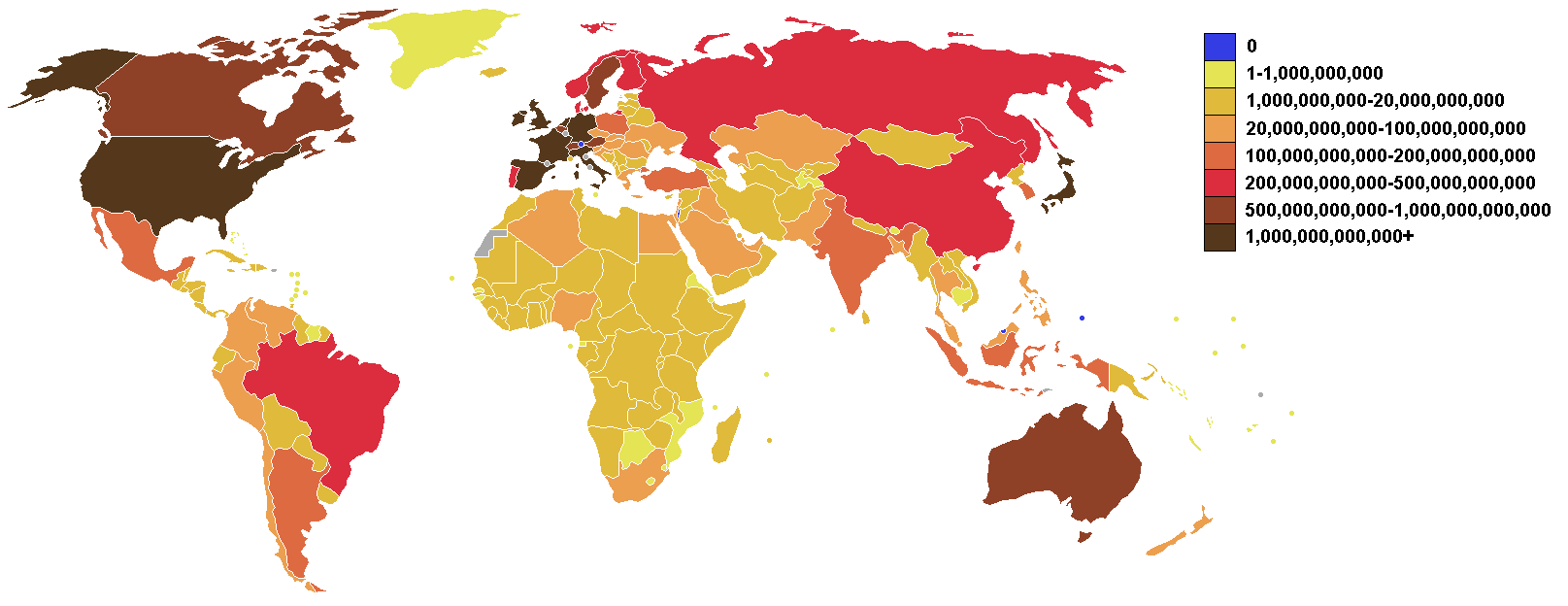
Deuda externa por países (en 2005). Los países más desarrollados suelen tener las más altas cifras de deuda externa. La deuda odiosa puede ser parte e incluso toda la deuda externa de un país, y es, según el economista Jeff King, "aquella deuda externa contraída contra los intereses de la población de un país y con el completo conocimiento del acreedor".

Deuda odiosa, deuda execrable, deuda ilegítima o deuda injusta, en derecho internacional, es la teoría jurídica, puesta en práctica numerosas veces a lo largo de la historia, que sostiene que la deuda externa de un gobierno contraída, creada y utilizada contra los intereses de los ciudadanos del país, no tiene por qué ser pagada y por tanto no es exigible su devolución ya que los prestatarios habrían actuado de mala fe, a sabiendas, y por tanto dichos contratos —bonos o contratos comerciales— son nulos legalmente. En todo caso, tales deudas podrían considerarse personales debiendo responder quienes las hayan contraído a título personal —sea el monarca, el presidente, el director del banco central nacional o los ministros correspondientes— y no el Estado en su conjunto y por tanto los ciudadanos. En algunos aspectos, el concepto es análogo a la nulidad de los contratos firmados bajo coacción.
Esta doctrina está presente en la discusión sobre la obligación de pago de la deuda externa en aquellos países donde han existido dictaduras, monarquías absolutas, gobiernos no representativos e incluso gobiernos elegidos democráticamente que han contraído deudas a espaldas de sus ciudadanos, sin su consentimiento y con fines de enriquecimiento personal, enriquecimiento corporativo, para la represión social y política y, en todo caso, contra los intereses de los propios ciudadanos.
Se ha esgrimido la deuda odiosa con frecuencia por los Estados Unidos para no hacerse cargo de las deudas contraídas por los países que pasaban a su órbita: desde lo que es calificado por algunos autores como independencia ficticia de Filipinas (1899-1901) y Cuba (1898-1902); hasta la administración de Irak por Estados Unidos durante la guerra de 2003 que se negó a pagar las deudas contraídas con países como Francia. Hay que tener en cuenta que, en general, los apoyos externos a los procesos de independencia buscan ganar influencia política y económica -geoestratégica- y reducir o eliminar la influencia y poder de la metrópolis colonial.

## Definición de deuda odiosa

### Definición de Alexander Sack
La doctrina teórica de la deuda odiosa la formalizó Alexander Nahum Sack, un jurista ruso especializado en finanzas públicas que ejercería desde 1917 como profesor de derecho internacional en universidades de Europa y más tarde de Estados Unidos. La expuso en su tratado Les effets des transformations des Etats sur leurs dettes publiques et autres obligations financières (Efectos de las transformaciones de los Estados sobre sus deudas públicas y otras obligaciones financieras), publicado en París en 1927 cuando era profesor de derecho en el Instituto de Estudios Políticos de París. Alexander Sack, basándose en los precedentes del siglo XIX -entre los que incluía el rechazo por parte del Estado mexicano de las deudas contraídas por el Emperador Maximiliano I de México, y el rechazo por Estados Unidos, una vez que se anexionó la isla, de las deudas contraídas por Cuba siendo colonia española- definía en estos términos la deuda odiosa o deuda execrable:
En español

Si un poder despótico incurre en una deuda no por las necesidades o los intereses del Estado sino para otorgar mayor fuerza a su régimen despótico, para reprimir a la población que se le enfrenta, etc., esta deuda es odiosa para la población de todo el Estado. Esta deuda no es una obligación para la nación; es una deuda del régimen, una deuda personal del poder que la ha tomado, por lo tanto ésta cae con la caída del poder que la tomó. La razón por la que no se puede considerar que estas deudas odiosas graven el territorio del Estado es que dichas deudas no cumplen con una de las condiciones que determinan la legalidad de las deudas del Estado, que dice: las deudas del Estado deben ser tomadas y los fondos deben ser empleados para satisfacer la necesidades y los intereses del Estado.

Las deudas odiosas tomadas y usadas con fines que, con el conocimiento de los acreedores, son contrarios a los intereses de la nación, no comprometen a esta última -en el caso que la nación tenga éxito en liberarse del gobierno que incurrió en ellas- excepto por la cantidad con la que obtuvo beneficios de esas deudas. Los acreedores han cometido un acto hostil para con la población; ellos, por lo tanto, no pueden esperar que la nación liberada de un poder despótico asuma las deudas odiosas, que son deudas personales de ese poder.

En inglés

When a despotic regime contracts a debt, not for the needs or in the interests of the state, but rather to strengthen itself, to suppress a popular insurrection, etc, this debt is odious for the people of the entire state. This debt does not bind the nation; it is a debt of the regime, a personal debt contracted by the ruler, and consequently it falls with the demise of the regime. The reason why these odious debts cannot attach to the territory of the state is that they do not fulfil one of the conditions determining the lawfulness of State debts: namely that State debts must be incurred, and the proceeds used, for the needs and in the interests of the State.

Odious debts, contracted and utilised for purposes which, to the lenders' knowledge, are contrary to the needs and the interests of the nation, are not binding on the nation – when it succeeds in overthrowing the government that contracted them – unless the debt is within the limits of real advantages that these debts might have afforded... The lenders have committed a hostile act against the people, they cannot expect a nation which has freed itself of a despotic regime to assume these odious debts, which are the personal debts of the ruler.

#### Las tres características para identificar una deuda odiosa
Para Alexander Sack las tres características que permiten identificar una deuda odiosa son las siguientes:
- 1 - El gobierno del país recibe un préstamo sin el conocimiento ni la aprobación de los ciudadanos.
- 2 - El préstamo se destina a actividades no beneficiosas para el pueblo.
- 3 - Aunque el prestamista está informado de la situación descrita en los puntos anteriores concede el préstamo -normalmente por el alto interés que recibirá-.

### Definición de Jeff King
El economista Jeff King, después de aclarar que "su" definición es un resumen de todo cuanto leyó acerca de la deuda execrable u odiosa, la define con clara precisión:

Deudas odiosas son aquellas contraídas contra los intereses de la población de un país y con el completo conocimiento del acreedor.

## Tipos de deuda ilegítima

### Según origen
1. Mecanismos que facilitaron el endeudamiento
  - La causada por una fiscalidad regresiva y permisiva con el fraude fiscal.
  - La generada por culpa de la privatización de servicios que habían sido públicos, por el sobrecoste generado por la gestión privada y por la pérdida de ingresos del Estado.
2. Decisiones del gobierno que generan deudas que no benefician al interés general
  - La deuda contraída en detrimento de la población, para beneficio o preservación del poder de las élites, y con conocimiento de ello por parte de los acreedores. En especial aquellas deudas contraídas para financiar proyectos u procesos que generen, directa o indirectamente, impactos ambientales, de género, de desigualdad social o que en general supongan una violación de los derechos económicos sociales culturales y ambientales.
  - La contraída bajo amenazas o presión, o por imposición de instituciones no elegidas democráticamente.
  - La generada de forma fraudulenta, por la corrupción de las instituciones públicas.
  - Aquella deuda que un gobierno ha contraído para realizar un préstamo a terceros.
  - Aquella deuda privada que los gobiernos han asumido en nombre de la población, sin contar con su aprobación, con el objetivo de cubrir las pérdidas de las entidades financieras o las grandes empresas.

### Según proceso
- Aquella deuda cuya contratación contenía cláusulas abusivas (usura, anatocismo, etcétera) o ilegales.
- Aquella para la que se omitió parte o la totalidad de la información relativa a su contratación o para la que actualmente no hay acceso a la información.
- La contraída para subvencionar proyectos mal diseñados o programados que no han beneficiado a la mayoría de la población.
- Deudas resultantes de gastos relacionados con irregularidades cometidas por la administración en la concesión de los contratos.[14]

### Según ejecución
1. Estado de necesidad: Una situación de “peligro para la existencia de un Estado, para su supervivencia política o económica.”
  - Toda deuda cuyo pago de intereses devenga excesivo, impidiendo el gasto social de primera necesidad y causando el empobrecimiento de la población.
  - Toda deuda cuyo pago interfiere en la soberanía de la población.
  - Toda deuda que ha generado vulneración de los Derechos Económicos y Sociales, Culturales y Ambientales

  1. Cambio fundamental de circunstancias:
2. El pago del sobrecoste generado por las presiones especulativas sobre la deuda soberana.[15]

## Deuda odiosa a lo largo de la historia
La teoría de la deuda odiosa ha sido aplicada -con el objetivo de no pagar deudas contraídas- no solamente durante los siglos XIX, XX y XXI; existen antecedentes que se remontan a Mesopotamia y Egipto.

### Eliminación de deuda en Mesopotamia y Antiguo Egipto - milenios III a I a.C.
Eric Toussaint señala que se han constatado hasta 30 anulaciones de deuda, cuatro de ellas fueron anulaciones generales de deuda durante el reinado de Hammurabi (en 1792, 1780, 1771 y 1762 a. C.) aunque se habrían producido anulaciones de deuda que se remontarían hasta el año 2400 antes de C. El contenido de la Piedra Rosetta confirmaría también la tradición de la anulación de las deudas que se instauró en el Egipto de los faraones a partir del siglo VIII a. C., antes de su conquista por Alejandro Magno en el siglo IV a. C. En la Piedra Rosetta se lee que el faraón Ptolomeo V, en 196 a. C., anuló las deudas debidas al trono por el pueblo de Egipto. Existen pruebas de anulación de deuda por otros faraones, Ramsés III, Ramsés IV así como el faraón Bakenrenef.

### sigloXIX

#### Deuda odiosa de la Independencia del Perú - 1821 - La deuda colonial
El general José de San Martín, una vez conquistada Lima el 10 de julio de 1821, y al poco de asumir el cargo de Protector de la libertad de Perú, promulgó un Estatuto provisional que contiene posiblemente el primer antecedente normativo de la aplicación de la deuda odiosa, al proclamarse que el nuevo gobierno no debía pagar la deuda contraída por las autoridades del Virreinato del Perú ya que los fondos así conseguidos habían sido utilizados contra el pueblo de Lima y del Perú.

#### Deuda odiosa de Miguel I de Portugal - 1832 - La deuda de la guerra
Pedro I de Brasil requirió a su hermano, Miguel de Braganza, que asumiera la regencia del reino de Portugal el 3 de julio de 1827, pero antes le pidió jurar lealtad a la Constitución y respetar los derechos de la princesa María de Braganza y Austria, hija de Pedro y aún menor de edad. Miguel aceptó, llegando a Lisboa el 22 de febrero de 1828, pero juró lealtad a la Constitución a duras penas. Creyente en el absolutismo real, Miguel recibió el apoyo de la aristocracia conservadora y absolutista y poco después renunció a la función de Lugarteniente General del Reino para dar un golpe de Estado, abolir la constitución y disolver las Cortes el 13 de marzo de 1828; proclamándose monarca absoluto el 7 de julio de 1828.
Miguel intentó conseguir ayuda internacional para su régimen pero en 1831, su hermano Pedro abdicó del trono del Imperio de Brasil y ocupó las islas Azores junto con Madeira, e inició una guerra civil entre ambos hermanos. Tras tres años de guerra, Miguel fue derrotado debido a su régimen excesivamente violento y brutal, además de enemistarse con los gobiernos de Gran Bretaña, Francia, y España. Con varias derrotas militares y con grandes deudas, Miguel se debió abdicar el 26 de mayo de 1834 y fue enviado al exilio por el vencedor Pedro.
En este caso, el rey Pedro declaró que su gobierno no pagaría las deudas contraídas por su hermano Miguel con banqueros extranjeros, alegando que el régimen de Miguel era ilegítimo desde sus inicios por haber destronado a María de Braganza y Austria, auténtica heredera del trono, siendo que los acreedores de Miguel conocían perfectamente de esta situación.

#### Deuda odiosa de Maximiliano I de México - 1867 - La deuda del monarca
En 1864 Maximiliano I de México accedió al trono con el apoyo de Napoleón III quien había invadido México con tropas francesas para exigir el pago de las deudas del gobierno de Benito Juárez en 1861. Maximiliano I tenía además el apoyo de la opinión católica y conservadora -frente a los liberales de Benito Juárez, que contaban con el apoyo popular-. Maximiliano fue perdiendo apoyos -hasta de Napoleón III- y tuvo que enfrentarse a las fuerzas republicanas liberales que obligaron a Maximiliano a pedir ayuda económica al exterior, contratando diversos empréstitos. Las fuerzas liberales ganaron varias victorias hasta que en 1867 avanzaron hasta Querétaro, uno de los últimos bastiones imperiales. En esa ciudad fue capturado Maximiliano con sus generales Miguel Miramón y Tomás Mejía, siendo los tres sentenciados a muerte, lo que se ejecutó en el Cerro de las Campanas el 19 de junio de 1867.
Maximiliano había pedido préstamos a un alto interés a banqueros europeos, obteniendo fondos que fueron utilizados contra la sublevación de los republicanos. Ante ello, cuando dichos banqueros pretendieron cobrar a México las deudas contraídas en nombre de Maximiliano, el gobierno de Benito Juárez decretó que ese dinero había sido usado "contra el propio pueblo de México" y por tanto se rechazarían estas cobranzas. Idéntico argumento usó Estados Unidos, simpatizante de Juárez, para declarar la deuda odiosa o ilegítima-.

#### Deuda odiosa de la Independencia de Cuba - 1898 - La deuda de la derrota
En 1898 los Estados Unidos salieron victoriosos de la Guerra Hispano-Estadounidense en la que Cuba -colonia española- estaba en juego. Cuba fue separada de la corona española, así como Puerto Rico y Filipinas que quedaron bajo protectorado de Estados Unidos. Después de la guerra España reclamó el pago de la deuda. En una reunión en París, Estados Unidos sostuvo que la deuda era odiosa, pues había sido impuesta en su único interés, sin el consentimiento del pueblo y sirvió para reprimir el movimiento de liberación de Cuba. España aceptó el argumento y Cuba se vio librada del pago de la deuda colonial.

### sigloXX

#### Deuda odiosa de Costa Rica - 1923 - Caso Tinoco
En 1923 se emitió el Laudo Arbitral de William H. Taft, exmagistrado de la Corte Suprema de los Estados Unidos, en favor del recién formado gobierno de Costa Rica contra una reclamación de Gran Bretaña. En este Laudo se estableció que el pago de una deuda de 250.000 dólares correspondía personalmente a Federico Tinoco Granados, expresidente costarricense, quien había solicitado ese préstamo al Royal Bank of Canada violando normas internas de Costa Rica.
El Laudo consideró que esa deuda no debería ser asumida por la población de Costa Rica ni por su gobierno legítimo, en tanto Tinoco Granados había contraído la deuda en calidad de presidente de Costa Rica pero vulnerando las leyes de su país para esta clase de compromisos, siendo que el Royal Bank of Canada conocía las procedimientos legales fijados por la ley costarricense pero aun así aceptó prestar dinero a Tinoco, además de haberse usado el dinero prestado para beneficio personal de Tinoco y evitar la implantación de un régimen democrático y legítimo.

#### Deuda odiosa de Alemania - Acuerdo de Londres de 1953
El acuerdo de Londres de 1953 sobre las deudas privadas alemanas, contraídas en el período anterior a la Segunda Guerra Mundial ascendía a 22.600 millones de marcos; a dicha deuda había que sumar de la deuda de la posguerra estimada en 16.200 millones. Los acreedores (principalmente, aunque no los únicos, Estados Unidos, Reino Unido y Francia) acordaron reducir esa deuda un 62,6%. La reducción de la deuda de la República Federal Alemana (RFA) fue clave para su rápida reconstrucción después de la Segunda Guerra Mundial.

### sigloXXI

#### Deuda odiosa en Argentina - 2001 - La mayor suspensión de pagos de la historia
En 1998 se produjo una gran recesión en Argentina coincidiendo con el final del segundo mandato de Carlos Saúl Menem. El 24 de octubre de 1999, la Alianza encabezada por Fernando de la Rúa y Carlos Álvarez, ganaron las elecciones al binomio peronista Eduardo Duhalde - Ramón Ortega, y fueron proclamados presidente y vicepresidente de Argentina. El gobierno de Menem dejó un elevado déficit fiscal, de 7.350 millones de pesos en 1999, por lo que de la Rúa tomó severas medidas de ajuste con el propósito de sanear las finanzas, manteniendo el tipo de cambio anclado al dólar estadounidense llamado convertibilidad.
En enero de 2000 se produjo un aumento impositivo sobre las clases medias y altas que con la intención de mejorar las finanzas públicas consiguió frenar una incipiente reactivación. El peso de la deuda externa ahogaba al gobierno y aumentaba el déficit fiscal con la posibilidad de que el estado entrara en suspensión de pagos, alimentaba la posibilidad de un pánico bancario o corrida bancaria.
En marzo de 2001 comenzó la fuga de depósitos de los bancos. En enero de 2001 había depósitos por US$ 85.000 millones, para marzo se habían perdido más de 5.000 millones. En junio de 2001, el gobierno de De la Rúa pidió ayuda complementaria al Fondo Monetario Internacional (FMI) y a los bancos privados para reducir la presión de la deuda externa realizando el llamado "Megacanje" por US$ 29.500 millones. Sin embargo, la recesión y la fuga de capitales continuaron a ritmo acelerado, con el agravante adicional del descontento provocado por las medidas de ajuste que formaban parte de las condiciones solicitadas por el FMI a cambio de su ayuda.
Tras la caída de De la Rúa, Adolfo Rodríguez Saá fue nombrado presidente por la Asamblea Legislativa y declaró el Canje de la deuda argentina (default o suspensión de pagos) de la deuda pública de la Argentina, la mayor suspensión de pagos de un Estado en la historia. Acabó dimitiendo, entre otras razones, por no querer abandonar la convertibilidad. La suspensión fue la consecuencia de la aplicación de políticas financieras deficientes que sumado a la negativa del Estado Argentino de reducir el gasto público (en su mayoría, intereses de la propia deuda pública nacional) ocasionó la fuga masiva de capitales por bancos extranjeros y empresas multinacionales, al que se sumó la corrupción política que agravó el problema. Se produjo una transferencia masiva de riqueza y el empobrecimiento de la sociedad argentina. El 3 de enero de 2002 fue nombrado presidente Eduardo Duhalde. El 6 de enero de 2002, el presidente Eduardo Duhalde decidió dar fin a la Ley de Convertibilidad que había estado en vigor durante diez años.
Para autores como Alejandro Olmos Gaona, hijo del gran experto en deuda externa Alejandro Olmos, o Héctor Giuliano, el origen de la deuda, las comisiones de los intermediarios y sus renegociaciones constituyen un claro fraude.

#### Deuda odiosa en Irak - 2003 - La deuda odiosa que no cobra Francia
En 2002, antes de la invasión los Estados Unidos -que no querían administrar un país con una enorme deuda que les impediría actuar con libertad y sobre todo retrasar la recuperación económica del país. Decidió que el primer gobierno provisional declarara la suspensión del pago de la deuda con la excusa de que no debía cargarse sobre los ciudadanos de Irak. En abril de 2003 el Secretario del Tesoro de los Estados Unidos, en una reunión del G-8 convocada al efecto declara que la deuda de Irak es odiosa. Los acreedores principales son Francia y Rusia -grandes suministradores de armamento-. Estados Unidos hizo todo lo posible porque no se utilizara el término deuda odiosa ya que su argumento en Irak podía ser utilizado en muchos otros países. Una reunión del club de París acordó la reducción del 80% de la deuda odiosa iraquí con el acuerdo de no mencionar el nombre de deuda odiosa.

#### Deuda odiosa en Ecuador - 2008 - La política contra la deuda injusta
Rafael Correa, Ministro de Hacienda en 2005, consideraba que el 80% del dinero obtenido por el petróleo ecuatoriano debía destinarse a la población y solamente el 20% al pago de la deuda. Esas afirmaciones hicieron que el Banco Mundial amenazara a Ecuador con cerrar los préstamos; antes dichas amenazas Correa dimitió como ministro alegando que no iba a someterse al mandato del Banco Mundial. En 2008, ya como Presidente de Ecuador Rafael Correa declaró que la deuda contraída por Ecuador era una deuda ilegítima, odiosa e inconstitucional que obligaba a destinar más del 50% de los recursos económicos del Estado a pagar la deuda. Correa manifestó: Lo primero es la vida, después la deuda. El gobierno de Rafael Correa tuvo que enfrentarse a las amenazas del Banco Mundial y del Fondo Monetario Internacional, expulsó a los enviados del FMI del Banco Central de Ecuador, creó un Comité de Auditoría que concluyó que gran parte de la deuda de los gobiernos anteriores era ilegítima, especialmente los contratos de deuda del año 2000. El informe fue trasladado tanto al gobierno como a los ciudadanos de Ecuador.
El Gobierno de Rafael Correa declaró el cese de pagos del 70% de la deuda de Ecuador en bonos. Ante el cese de pagos los acreedores o tenedores de la deuda de Ecuador sacaron al mercado, con valores muy bajos -sobre el 20% de su valor-, los bonos de deuda ecuatoriana. Ecuador, de forma secreta, utilizó 800 millones de dólares para comprar 3.000 millones de su propia deuda, lo que supuso una reducción de su deuda real y de los intereses así como un ahorro de unos 7.000 millones de dólares para Ecuador.

#### Deuda odiosa en Haití - 2010 - La familia Duvalier
El terremoto de Haití de 2010 puso en evidencia la imposibilidad de que Haití pudiera pagar la deuda externa contraída a lo largo de muchas décadas durante gobiernos dictatoriales y caracterizados por una altísima corrupción política, como los de la familia Duvalier (François Duvalier, Jean-Claude Duvalier) que dominaron la vida política haitiana durante gran parte del siglo XX.
Además, numerosas organizaciones civiles consideran que la mayoría de la deuda externa de Haití podría calificarse como deuda odiosa ya que se concedió a dictaduras con niveles elevadísimos de corrupción aun cuando los acreedores conocían bien estas características de los gobiernos haitianos con quienes se pactaron los préstamos; otra importante crítica es que el dinero así obtenido nunca benefició realmente al Estado haitiano o a su población y habría pasado apenas a engrosar la riqueza personal de la familia Duvalier. A raíz del terremoto del 2010, incluso el Club de París -organización de los principales países acreedores de todo el mundo-, en su reunión de 19 de enero de 2010 alentó la condonación de la deuda externa haitiana ante las evidentes dificultades financieras de este país, agravadas por la devastación del terremoto, considerando además la constatación de la imposibilidad absoluta de su pago.

### sigloXXI- Reclamaciones de deuda odiosa
La reclamación de auditorías sobre la deuda de los estados se plantea en contraposición a los planes de ajuste impuestos desde organismos extranacionales como el Banco Mundial y el Fondo Monetario Internacional. El objetivo es conocer quién ha contraído la deuda, cuándo y a cuánto asciende para establecer qué cantidad puede considerarse como deuda odiosa o iletígima que no debería ser pagada por los ciudadanos -ni por los estados-.

#### Reclamación de deuda odiosa de Ben Alí en Túnez - 2011 - Protestas árabes
En 2011 organizaciones como Actuable y CADTM (Comité para la anulación de la deuda en el Tercer Mundo) reclamaron la auditoría para determinar la cuantía de deuda odiosa por los préstamos concedidos a Ben Alí durante su mandato de 23 años como Presidente de Túnez con una deuda acumulada de 10 000 millones de euros. La Revolución tunecina que comenzó el 17 de diciembre de 2010 acabó con la presidencia de Ben Alí quien huyó del país el 14 de enero de 2011. Él y su familia habían ejercido un control directo sobre la economía del país lucrándose personalmente.
En 2013 representantes de partidos de izquierda del Magreb y también de Europa se reunieron en el Foro Mediterráneo contra la Deuda manifestando su apoyo al Frente Popular de Túnez -unión de 12 partidos progresistas- con el objeto de oponerse al gobierno de corte islamista y reclamar el fin del pago de la deuda odiosa.

#### Reclamación de auditorías de la deuda pública en Europa y deudas odiosas
Organizaciones como ATTAC reclaman la realización de auditorías de la deuda pública de cada estado miembro de la Comunidad Europea así como la reestructuración de la deuda y la cesación inmediata de toda deuda pública dolosa, ilegítima u odiosa. Además demandan un acuerdo que obligue al BCE a emitir a bajo precio para cualquier estado que lo necesite para sanear su deuda pública legítima y la armonización fiscal en toda la zona euro: descenso de impuestos indirectos y un incremento de los impuestos directos y progresivos, especialmente a las rentas del trabajo más altas y a las rentas del capital, tanto empresariales como mobiliario e inmobiliario, instauración del impuesto a las transacciones financieras especulativas (ITF) y erradicación de los paraísos fiscales en Europa y prohibición de cualquier transacción financiera y/o productiva con cualquiera de los restantes en el mundo.

##### Reclamación de deuda odiosa sobre Grecia - 2011-2015
La crisis de la deuda soberana en Grecia habría dejado al descubierto la realidad de una deuda histórica acumulada por los gobiernos democráticos pero sin su conocimiento o al menos sin el conocimiento pleno de muchos ciudadanos y organizaciones griegas (véanse los documentales Deudocracia y Catastroika) que demandan una auditoría a la deuda griega para conocer con exactitud su origen, sus deudores y su legitimidad. A la vista de la posible suspensión de pagos de la deuda los planes europeos para de renegociación de préstamos podrían suponer, encubiertamente, una reducción de la deuda o lo que se llama un impago selectivo de la deuda externa. La Campaña por la Auditoría de la Deuda Griega fue introducida por economistas e investigadores griegos en marzo de 2011 a la vista de la pérdida de derechos sociales, bajadas de sueldos y pensiones impuestos por la troika (FMI, BCE y Comisión Europea) y que habrían sido inútiles para el previsto control de la deuda externa.
Para Mervyn King (Gobernador del Banco de Inglaterra durante los años 2003 a 2013), Eric Toussaint o Edmundo Fayanas Escuer el comportamiento de Alemania con Grecia durante la crisis financiera en Grecia de 2010-2013, en contraste con la quita o condonación de las deudas a Alemania tanto por la primera como Segunda Guerra Mundial, resultaría injusto. Alemania y los países de la Unión Europea en su conjunto exigieron el pago íntegro de su deuda. Este comportamiento de Alemania, según estos autores, reflejaría una profunda carencia de memoria histórica Mervyn King señala que es particularmente desafortunado que Alemania parezca haber olvidado su propia historia. King recuerda que en 1934 Hjalmar Schacht, gobernador del Deutsche Bundesbank, señaló que un país deudor sólo puede pagar cuando ha conseguido un superávit en su balanza comercial... y que Alemania pagó solamente el 10% de su deuda, pero no por tener superávit sino con fondos procedentes de préstamos de otros países para efectuar el pago de la deuda. Situación similar a la que se obligaría a Grecia y que hace imposible el pago de la deuda, según King. Históricamente habría que recordar además que Grecia fue sancionada a dar compensaciones de guerra a Alemania desde el año 1881, por sus conflictos anteriores. Dichas compensaciones nunca han sido canceladas ni perdonadas por los alemanes. Así, en el año 1964, Alemania logró que tanto el PASOK -socialistas- como Nueva Democracia -conservadores-, reconocieran las deudas históricas y sus intereses. Hay que tener en cuenta que Alemania tiene con Grecia una deuda histórica que nunca ha pagado: Hitler invadió Grecia en 1941 imponiendo un préstamo al país griego por 3.500 millones de dólares para arreglar los destrozos de la ocupación militar alemana. Según Fayanas, acabada la II Guerra Mundial Alemania recompensó a Polonia en el año 1956 y a Yugoslavia en 1971 con 20.000 millones de dólares, quedando Grecia sin recibir compensación a pesar de haberla solicitado nueve veces a Alemania. Actualizada en 2010, la deuda de Alemania con Grecia alcanzaría la cifra de 163.800 millones de dólares además de las reparaciones de guerra que se han calculado en 332.000 millones, es decir, un total de 495.800 millones de dólares, cantidad suficiente para que Grecia saldara todas sus deudas provocadas por la crisis financiera en Grecia de 2010-2013 evitando por tanto el sufrimiento de la población provocado por Alemania y la Unión Europea. Jacques Depla -economista francés que fuera asesor del expresidente francés Nicolás Sarkozy-, calculó en 2011 la deuda alemana con Grecia en 575.000 millones de dólares. Alemania habría sido el país más favorecido por el denominado plan Marshall lo que permitió al país una rápida recuperación económica. Hay que recordar que muchas de sus multinacionales como Krupp, Thyssen, Volkswagen, Bayer, Agfa y otras, se beneficiaron de la mano de obra en condiciones de esclavitud de cientos de miles de prisioneros del nazismo -judíos, gitanos- que estaban confinados en más de 78 campos de concentración nazis.

##### Reclamación de deuda odiosa sobre Portugal - 2011
Desde diversas organización como CDTAM se considera que la deuda de Portugal debe auditarse y considerarse en buena medida deuda odiosa. Éric Toussaint, presidente del Comité para la anulación de la deuda en el Tercer Mundo de Bélgica considera que los nuevos créditos que otorgan el Banco Central Europeo y el FMI son deuda odiosa ya que los ciudadanos no son consultados imponiéndose medidas que son una violación de los derechos humanos, civiles, democráticos y sociales de los portugueses. Es por tanto una deuda ilegítima, aunque sea contratada por un gobierno democrático electo, ya que utiliza la nueva deuda para pagar antigua deuda sin la aprobación de los ciudadanos que se les hurta cualquier otra opción democrática. Los ciudadanos deben exigir una auditoría que permita conocer exactamente cuánta es la deuda, quienes son los acreedores y para qué se ha utilizado. Sin conocer esos extremos cualquier decisión es antidemocrática además de no resolver ningún problema.

##### Reclamación de deuda odiosa sobre Irlanda - 2011
Por las mismas razones que Portugal, Éric Toussaint considera que la deuda de Irlanda es una deuda odiosa ya que no se permite a los ciudadanos conocer los detalles ni decidir sobre ellos.

##### Reclamación de deuda odiosa sobre España - 2011

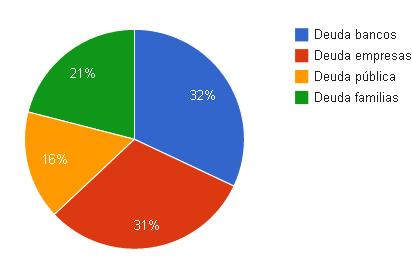
Composición de la deuda en España - 2012. Plataforma Auditoría Ciudadana de la Deuda (PACD)

Por las mismas razones que Portugal, Grecia e Irlanda se reclama por colectivos como quiendebeaquien (ATTAC, Ecologistas en acción) promueven desde 2011 una auditoría de la deuda externa de España para poder establecer qué parte de ella puede considerarse deuda ilegítima.
El coordinador de Izquierda Unida, Cayo Lara, después del anuncio, el 11 de julio, por el presidente del Gobierno Mariano Rajoy de amplios recortes económicos aprobados el 13 de julio de 2012, manifestó la necesidad de una auditoría externa de la deuda soberana ya que se estaría obligando a pagar a los ciudadanos los excesos de bancos y especuladores. Mónica Oltra, de la coalición política valenciana Compromís señala que debe declararse deuda ilegítima aquella que no ha beneficiado a la sociedad y a la que se reclama su pago. Asimismo, Joan Baldoví, también diputado de Compromís pero en el Congreso de los Diputados, registró el 18 de octubre de 2012 en nombre de su formación una enmienda a la totalidad para los Presupuestos Generales del Estado de 2013 en la que se identificaba la deuda ilegítima y se instaba a no pagarla. El 21 de marzo de 2013, Compromís presentó un informe de auditoría de las cuentas de la Generalidad Valenciana en el que identificaba la deuda ilegítima y la cuantificaba en 2.942 millones de euros. Todas estas actuaciones derivan de la campaña "Rescatem persones" ("Rescatemos personas", en catalán) que lanzó en junio de 2012 como alternativa al rescate bancario e inspirada en la revolución islandesa. Uno de los puntos de la campaña exigía una auditoría sobre la legitimidad de la deuda y suspender su pago hasta que se determinase qué parte es legítima y qué parte ilegítima.
Diversas asociaciones y movimientos sociales, organizados bajo la Plataforma Auditoría Ciudadana de la Deuda, abogan por una auditoría ciudadana sobre la deuda que permita conocer su origen, repudiar toda la deuda ilegítima y encausar a los responsables de la depresión económica.
En junio de 2013 el líder de UGT, Cándido Méndez, declaró que había llegado la hora de plantearse seriamente una quita de la deuda que impide el funcionamiento de la economía española. Alertó de que España podía acabar rescatada como Grecia si siguen las políticas de austeridad. También criticó la propuesta realizada por el Banco de España de rebajar el salario mínimo.

##### Deuda en el Reino Unido por la crisis de 2008
En Reino Unido, según Debt Resistance UK, existiría una deuda odiosa provocada fundamentalmente (otras causas incluyen a los Juegos Olímpicos de Londres 2012), por la Crisis financiera de 2008 y la Gran Recesión que comenzó ese mismo año. Según esta organización el Estado británico auxilio a entidades como el Royal Bank of Scotland (RBS), el Halifax Bank of Scotland (HBOS), el Northern Bank o el Lloyds Banking Group generando una deuda ilegítima. Según el Comité para la Abolición de las Deudas Ilegítimas (CADTM), Reino Unido habría sido el país que más ayudas directas dio a la banca durante los primeros años de la crisis (2008-2012) superando los 80.000 millones de euros, el 4,3% del PIB.

## Movimiento por la abolición de la deuda
A partir de los años noventa creció a escala internacional un importante movimiento a favor de la abolición de la deuda externa, ligado al ascenso del movimiento antiglobalización. Uno de sus momentos álgidos fue durante la cumbre del G8 de Birmingham en 1998. Desde entonces el movimiento por la abolición de la deuda ha estado presente en las actividades del movimiento antiglobalización y en el Foro Social Mundial. En 2008, diez años después de la cumbre de Birmingham, a modo de balance de la trayectoria del movimiento, la autora y activista antiglobalización Esther Vivas señaló que: “las protestas contra la deuda consiguieron algunos avances, especialmente, en el terreno de lo simbólico y en la percepción que la sociedad tenía de esta problemática. En los países acreedores, se difundieron las causas y las consecuencias de su pago y los vínculos con la pobreza. Mientras que en los países deudores, se puso énfasis en la responsabilidad de las instituciones internacionales en la generación y el mantenimiento de esta deuda. Sin embargo, en el terreno institucional, más allá de situar la cuestión de la deuda en la agenda política, los cambios conseguidos fueron muy pocos.” Entre las organizaciones más importantes que defienden la abolición de la deuda está el Comité para la abolición de las deudas ilegítimas (CADTM).
En un artículo los economistas Seema Jayachandran y Michael Kremer proponen la creación de un nuevo tipo de sanción económica para bloquear préstamos adicionales a dictaduras y dictadores.
En España la organización Red por la Abolición de la Deuda Externa y la restitución de la Deuda Ecológica, constituida en 2006, lanzó la campaña ¿Quién debe a quién? para la abolición de la deuda externa. La Plataforma Auditoría Ciudadana de la Deuda (PACD) es una plataforma ciudadana española nacida a partir de miembros que participaron en el 15M. Forma parte de la Red Internacional de Auditorías Ciudadanas de la deuda (International Citizen Audit Network – ICAN)